# 1re étape du Tour de France Femmes 2023
Pour un article plus général, voir Tour de France Femmes 2023.
La 1re étape du Tour de France Femmes 2023 se déroule le dimanche 23 juillet 2023 autour de Clermont-Ferrand, sur une distance de 123,8 kilomètres.

## Parcours
L'étape fait une boucle autour de Clermont-Ferrand.

## Déroulement de la course
Résumé de l’étape 1 en image.

## Résultats

### Classement de l'étape
| Classement de la 1re étape | Classement de la 1re étape | Classement de la 1re étape | Classement de la 1re étape     | Classement de la 1re étape |
|                            | Coureur                    | Pays                       | Équipe                         | Temps                      |
| -------------------------- | -------------------------- | -------------------------- | ------------------------------ | -------------------------- |
| 1er                        | Lotte Kopecky              | Belgique                   | SD Worx                        | en 3 h 4 min 9 s           |
| 2e                         | Lorena Wiebes              | Pays-Bas                   | SD Worx                        | + 41 s                     |
| 3e                         | Charlotte Kool             | Pays-Bas                   | Team DSM-Firmenich             | + 41 s                     |
| 4e                         | Marianne Vos               | Pays-Bas                   | Jumbo-Visma                    | + 41 s                     |
| 5e                         | Ashleigh Moolman Pasio     | Afrique du Sud             | AG Insurance-Soudal Quick-Step | + 43 s                     |
| 6e                         | Demi Vollering             | Pays-Bas                   | SD Worx                        | + 43 s                     |
| 7e                         | Tamara Dronova             | Neutre,                    | Israel-Premier Tech Roland     | + 43 s                     |
| 8e                         | Cecilie Uttrup Ludwig      | Danemark                   | FDJ-Suez                       | + 43 s                     |
| 9e                         | Mavi García                | Espagne                    | Liv Racing TeqFind             | + 43 s                     |
| 10e                        | Elisa Longo Borghini       | Italie                     | Lidl-Trek                      | + 43 s                     |
| modifier                   |                            |                            |                                |                            |

### Bonifications en temps
|   | Coureur        | Pays     | Équipe             | Secondes |
| - | -------------- | -------- | ------------------ | -------- |
| 1 | Lotte Kopecky  | Belgique | SD Worx            | 10 s     |
| 2 | Lorena Wiebes  | Pays-Bas | SD Worx            | 6 s      |
| 3 | Charlotte Kool | Pays-Bas | Team DSM-Firmenich | 4 s      |

### Points attribués
| Sprint intermédiaire Saint-Hippolyte (km 97,1) | Sprint intermédiaire Saint-Hippolyte (km 97,1) | Sprint intermédiaire Saint-Hippolyte (km 97,1) | Sprint intermédiaire Saint-Hippolyte (km 97,1) | Sprint intermédiaire Saint-Hippolyte (km 97,1) |
| ---------------------------------------------- | ---------------------------------------------- | ---------------------------------------------- | ---------------------------------------------- | ---------------------------------------------- |
|                                                | Coureur                                        | Pays                                           | Équipe                                         | Point(s)                                       |
| 1er                                            | Elizabeth Deignan                              | Grande-Bretagne                                | Lidl-Trek                                      | 25                                             |
| 2e                                             | Ashleigh Moolman Pasio                         | Afrique du Sud                                 | AG Insurance-Soudal Quick-Step                 | 20                                             |
| 3e                                             | Karlijn Swinkels                               | Pays-Bas                                       | Jumbo-Visma                                    | 17                                             |
| 4e                                             | Maria Giulia Confalonieri                      | Italie                                         | Uno-X Pro Cycling Team                         | 15                                             |
| 5e                                             | Marianne Vos                                   | Pays-Bas                                       | Jumbo-Visma                                    | 13                                             |
| 6e                                             | Léa Curinier                                   | France                                         | Team DSM-Firmenich                             | 11                                             |
| 7e                                             | Yara Kastelijn                                 | Pays-Bas                                       | Fenix-Deceuninck                               | 10                                             |
| 8e                                             | Anna Henderson                                 | Grande-Bretagne                                | Jumbo-Visma                                    | 9                                              |
| 9e                                             | Pfeiffer Georgi                                | Grande-Bretagne                                | Team DSM-Firmenich                             | 8                                              |
| 10e                                            | Elisa Longo Borghini                           | Italie                                         | Lidl-Trek                                      | 7                                              |
| 11e                                            | Elise Uijen                                    | Pays-Bas                                       | Team DSM-Firmenich                             | 6                                              |
| 12e                                            | Mischa Bredewold                               | Pays-Bas                                       | SD Worx                                        | 5                                              |
| 13e                                            | Amanda Spratt                                  | Australie                                      | Lidl-Trek                                      | 4                                              |
| 14e                                            | Charlotte Kool                                 | Pays-Bas                                       | Team DSM-Firmenich                             | 3                                              |
| 15e                                            | Julia Borgström                                | Suède                                          | AG Insurance-Soudal Quick-Step                 | 2                                              |
| modifier                                       |                                                |                                                |                                                |                                                |

| Arrivée d'étape Clermont-Ferrand (km 123,8) | Arrivée d'étape Clermont-Ferrand (km 123,8) | Arrivée d'étape Clermont-Ferrand (km 123,8) | Arrivée d'étape Clermont-Ferrand (km 123,8) | Arrivée d'étape Clermont-Ferrand (km 123,8) |
| ------------------------------------------- | ------------------------------------------- | ------------------------------------------- | ------------------------------------------- | ------------------------------------------- |
|                                             | Coureur                                     | Pays                                        | Équipe                                      | Point(s)                                    |
| 1er                                         | Lotte Kopecky                               | Belgique                                    | SD Worx                                     | 50                                          |
| 2e                                          | Lorena Wiebes                               | Pays-Bas                                    | SD Worx                                     | 30                                          |
| 3e                                          | Charlotte Kool                              | Pays-Bas                                    | Team DSM-Firmenich                          | 20                                          |
| 4e                                          | Marianne Vos                                | Pays-Bas                                    | Jumbo-Visma                                 | 18                                          |
| 5e                                          | Ashleigh Moolman Pasio                      | Afrique du Sud                              | AG Insurance-Soudal Quick-Step              | 16                                          |
| 6e                                          | Demi Vollering                              | Pays-Bas                                    | SD Worx                                     | 14                                          |
| 7e                                          | Tamara Dronova                              | Neutre,                                     | Israel-Premier Tech Roland                  | 12                                          |
| 8e                                          | Cecilie Uttrup Ludwig                       | Danemark                                    | FDJ-Suez                                    | 10                                          |
| 9e                                          | Mavi García                                 | Espagne                                     | Liv Racing TeqFind                          | 8                                           |
| 10e                                         | Elisa Longo Borghini                        | Italie                                      | Lidl-Trek                                   | 7                                           |
| 11e                                         | Liane Lippert                               | Allemagne                                   | Movistar Team                               | 6                                           |
| 12e                                         | Veronica Ewers                              | États-Unis                                  | EF Education-TIBCO-SVB                      | 5                                           |
| 13e                                         | Annemiek van Vleuten                        | Pays-Bas                                    | Movistar Team                               | 4                                           |
| 14e                                         | Erica Magnaldi                              | Italie                                      | UAE Team ADQ                                | 3                                           |
| 15e                                         | Katarzyna Niewiadoma                        | Pologne                                     | Canyon-SRAM Racing                          | 2                                           |
| modifier                                    |                                             |                                             |                                             |                                             |

### Cols et côtes
| Côte de Durtol (km 114,5) 3e catégorie (1,7 km à 7,2 %) | Côte de Durtol (km 114,5) 3e catégorie (1,7 km à 7,2 %) | Côte de Durtol (km 114,5) 3e catégorie (1,7 km à 7,2 %) | Côte de Durtol (km 114,5) 3e catégorie (1,7 km à 7,2 %) | Côte de Durtol (km 114,5) 3e catégorie (1,7 km à 7,2 %) |
| ------------------------------------------------------- | ------------------------------------------------------- | ------------------------------------------------------- | ------------------------------------------------------- | ------------------------------------------------------- |
|                                                         | Coureur                                                 | Pays                                                    | Équipe                                                  | Point(s)                                                |
| 1er                                                     | Lotte Kopecky                                           | Belgique                                                | SD Worx                                                 | 3                                                       |
| 2e                                                      | Katarzyna Niewiadoma                                    | Pologne                                                 | Canyon-SRAM Racing                                      | 2                                                       |
| 3e                                                      | Ashleigh Moolman Pasio                                  | Afrique du Sud                                          | AG Insurance-Soudal Quick-Step                          | 1                                                       |
| modifier                                                |                                                         |                                                         |                                                         |                                                         |

### Prix de la combativité
- Marta Lach (Ceratizit-WNT)

## Classements à l'issue de l'étape

### Classement général
| Classement général | Classement général     | Classement général | Classement général             | Classement général |
|                    | Coureur                | Pays               | Équipe                         | Temps              |
| ------------------ | ---------------------- | ------------------ | ------------------------------ | ------------------ |
| 1er                | Lotte Kopecky          | Belgique           | SD Worx                        | en 3 h 3 min 59 s  |
| 2e                 | Lorena Wiebes          | Pays-Bas           | SD Worx                        | + 45 s             |
| 3e                 | Charlotte Kool         | Pays-Bas           | Team DSM-Firmenich             | + 47 s             |
| 4e                 | Marianne Vos           | Pays-Bas           | Jumbo-Visma                    | + 51 s             |
| 5e                 | Ashleigh Moolman Pasio | Afrique du Sud     | AG Insurance-Soudal Quick-Step | + 53 s             |
| 6e                 | Demi Vollering         | Pays-Bas           | SD Worx                        | + 53 s             |
| 7e                 | Tamara Dronova         | Neutre,            | Israel-Premier Tech Roland     | + 53 s             |
| 8e                 | Cecilie Uttrup Ludwig  | Danemark           | FDJ-Suez                       | + 53 s             |
| 9e                 | Mavi García            | Espagne            | Liv Racing TeqFind             | + 53 s             |
| 10e                | Elisa Longo Borghini   | Italie             | Lidl-Trek                      | + 53 s             |
| modifier           |                        |                    |                                |                    |

| Classement par points | Classement par points     | Classement par points | Classement par points          | Classement par points |
| --------------------- | ------------------------- | --------------------- | ------------------------------ | --------------------- |
|                       | Coureur                   | Pays                  | Équipe                         | Point(s)              |
| 1er                   | Lotte Kopecky             | Belgique              | SD Worx                        | 50 points             |
| 2e                    | Ashleigh Moolman Pasio    | Afrique du Sud        | AG Insurance-Soudal Quick-Step | 36 pts                |
| 3e                    | Marianne Vos              | Pays-Bas              | Jumbo-Visma                    | 31 pts                |
| 4e                    | Lorena Wiebes             | Pays-Bas              | SD Worx                        | 30 pts                |
| 5e                    | Elizabeth Deignan         | Grande-Bretagne       | Lidl-Trek                      | 25 pts                |
| 6e                    | Charlotte Kool            | Pays-Bas              | Team DSM-Firmenich             | 23 pts                |
| 7e                    | Karlijn Swinkels          | Pays-Bas              | Jumbo-Visma                    | 17 pts                |
| 8e                    | Maria Giulia Confalonieri | Italie                | Uno-X Pro Cycling Team         | 15 pts                |
| 9e                    | Demi Vollering            | Pays-Bas              | SD Worx                        | 14 pts                |
| 10e                   | Elisa Longo Borghini      | Italie                | Lidl-Trek                      | 14 pts                |
| modifier              |                           |                       |                                |                       |

| Classement de la meilleure grimpeuse | Classement de la meilleure grimpeuse | Classement de la meilleure grimpeuse | Classement de la meilleure grimpeuse | Classement de la meilleure grimpeuse |
| ------------------------------------ | ------------------------------------ | ------------------------------------ | ------------------------------------ | ------------------------------------ |
|                                      | Coureur                              | Pays                                 | Équipe                               | Point(s)                             |
| 1er                                  | Lotte Kopecky                        | Belgique                             | SD Worx                              | 3 points                             |
| 2e                                   | Katarzyna Niewiadoma                 | Pologne                              | Canyon-SRAM Racing                   | 2 pts                                |
| 3e                                   | Ashleigh Moolman Pasio               | Afrique du Sud                       | AG Insurance-Soudal Quick-Step       | 1 pt                                 |
| modifier                             |                                      |                                      |                                      |                                      |

| Classement général de la meilleure jeune | Classement général de la meilleure jeune | Classement général de la meilleure jeune | Classement général de la meilleure jeune | Classement général de la meilleure jeune |
|                                          | Coureur                                  | Pays                                     | Équipe                                   | Temps                                    |
| ---------------------------------------- | ---------------------------------------- | ---------------------------------------- | ---------------------------------------- | ---------------------------------------- |
| 1er                                      | Cédrine Kerbaol                          | France                                   | Ceratizit-WNT                            | en 3 h 5 min 35 s                        |
| 2e                                       | Silke Smulders                           | Pays-Bas                                 | Liv Racing TeqFind                       | + 34 s                                   |
| 3e                                       | Ella Wyllie                              | Nouvelle-Zélande                         | Lifeplus Wahoo                           | + 46 s                                   |
| 4e                                       | Julia Borgström                          | Suède                                    | AG Insurance-Soudal Quick-Step           | + 1 min 29 s                             |
| 5e                                       | Julie De Wilde                           | Belgique                                 | Fenix-Deceuninck                         | + 2 min 24 s                             |
| 6e                                       | Léa Curinier                             | France                                   | Team DSM-Firmenich                       | + 3 min 4 s                              |
| 7e                                       | Nina Berton                              | Luxembourg                               | Ceratizit-WNT                            | + 3 min 4 s                              |
| 8e                                       | Eleonora Gasparrini                      | Italie                                   | UAE Team ADQ                             | + 3 min 4 s                              |
| 9e                                       | Alice Towers                             | Grande-Bretagne                          | Canyon-SRAM Racing                       | + 4 min 36 s                             |
| 10e                                      | Elise Uijen                              | Pays-Bas                                 | Team DSM-Firmenich                       | + 4 min 36 s                             |
| modifier                                 |                                          |                                          |                                          |                                          |

| Classement par équipes | Classement par équipes | Classement par équipes | Classement par équipes |
|                        | Équipe                 | Pays                   | Temps                  |
| ---------------------- | ---------------------- | ---------------------- | ---------------------- |
| 1re                    | SD Worx                | Pays-Bas               | en 9 h 13 min 51 s     |
| 2e                     | FDJ-Suez               | France                 | + 52 s                 |
| 3e                     | Canyon-SRAM Racing     | Allemagne              | + 55 s                 |
| 4e                     | Jumbo-Visma            | Pays-Bas               | + 1 min 6 s            |
| 5e                     | Team DSM-Firmenich     | Pays-Bas               | + 1 min 41 s           |
| 6e                     | Movistar Team          | Espagne                | + 2 min 20 s           |
| 7e                     | UAE Team ADQ           | Émirats arabes unis    | + 2 min 25 s           |
| 8e                     | Uno-X Pro Cycling Team | Norvège                | + 2 min 45 s           |
| 9e                     | EF Education-TIBCO-SVB | États-Unis             | + 2 min 51 s           |
| 10e                    | Fenix-Deceuninck       | Belgique               | + 4 min 2 s            |
| modifier               |                        |                        |                        |

## Abandons
Un seul abandon a eu lieu lors de la 1re étape :
- Mireia Benito (AG Insurance-Soudal Quick-Step) : abandon.